# Brug 39
Brug 39 is een brug in de noordelijke kade van de Keizersgracht over de Reguliersgracht  in de Amsterdamse grachtengordel. De brug beschikt over een doorvaartopening van 6,80 meter breed en met een doorvaarthoogte van 2,38 meter. Er zijn meerdere plannen geweest van de demping van de Reguliersgracht, maar deze zijn uiteindelijk nooit uitgevoerd. Deze welfbrug is evenals enkele andere bruggen in de Reguliersgracht niet origineel maar een 20ste-eeuwse constructie. De geschiedenis van de brug is vermoedelijk vanaf de bouw gelijk aan die van brug 38. Tussen brug 38 en 39 was een steen gemetseld met "Anno", tussen brug 39 en brug 40, aan de overzijde van de Keizersgracht een steen met "1729". Beide stenen zijn bij de renovatie in 1908/1909 verwijderd.   